# Hognaston
Hognaston est une paroisse civile et un village du Derbyshire, en Angleterre.